# Auguste de Chambure
 (juin 2025).
Auguste (II) Pelletier de Chambure (19 novembre 1865 à Semur-en-Auxois - 8 février 1943 à Escrignelles) est un homme de presse français, fondateur de l'Argus de la Presse.

## Biographie

### Le droit mène à tout
Fils de Gabriel Pelletier de Chambure, médecin en chef de l’hôpital de Semur-en-Auxois, et de Léonie Simon, François Gaston Augustin Pelletier de Chambure monte à Paris, après avoir étudié à Dole et à Dijon, poursuivre des études de droit ; il obtient sa licence en 1890, prête son serment d’avocat la même année et devient directeur d’un journal politique quotidien Le Démocrate, « à la suite duquel est rattachée une affaire financière ». En 1908, il est reçu docteur en droit,. 

### Un réserviste assidu
Engagé conditionnel au 1er régiment d’artillerie le 7 novembre 1885, il est sergent-engagé conditionnel le 14 novembre 1887 au 86e régiment d’infanterie. Nommé caporal le 21 mars 1887, il passe sergent le 14 novembre 1887, est mis en disponibilité le 15 novembre 1887 et nommé sous-lieutenant de réserve le 18 mars 1889,.
L'appréciation du chef de corps précise :  
Le général de brigade note : « Belle attitude militaire et bien doué aussi bien au point de vue intellectuel qu’au point de vue physique, a du goût pour la mission et de l’aptitude pour le commandement. ».

### Marqué à droite
Politiquement, il s’affiche à droite, soutenant publiquement le Général Boulanger. Il est membre de son comité de soutien en 1890, qui se réunit alors à Jersey pour discuter des investitures aux prochaines municipales. Il multiplie les articles patriotes dans La Cocarde, le quotidien nationaliste et socialiste, ouvertement antisémite. Il est membre du jury du Trente-et-unième Concours annuel de l’Union des Sociétés d’Éducation Physique et de Préparation au Service Militaire. En 1924, il émarge à l’Action Française. Il est élu maire d’Escrignelles jusqu’à sa mort,.

### L’Argus de la Presse
Vers 1890, Auguste collecte et découpe les articles de presse concernant une célèbre danseuse ; il les réunit dans un album, qu'il lui offre.
Lui vient l’idée de quitter son journal pour acquérir une affaire qui bat de l’aile mais dont il entrevoit le potentiel. Fondée quelques années auparavant par Alfred Chérié, cette société, moyennant un abonnement modique, vous envoie régulièrement l’ensemble des articles paraissant sur le personnage ou le sujet que vous indiquez. Quotidiennement, une armée de coupeurs, équipée d’une multitude de crayons de papier bleus, coche les articles repérés dans tous les journaux, pour en faire des « coupures de presse ». Elles sont envoyées aux clients le jour-même. Le nom de cette société fait allusion à l’argus, cet oiseau de la mythologie grecque. Son plumage est parsemé d’une myriade d’yeux et lui permet de tout voir. Toutes les personnes en vue sont abonnées à l’Argus de la Presse. 

### Un chasseur renommé
En 1920, à Sully-sur-Loire, non loin de sa propriété de Fleury, dans la commune d’Escrignelles dans le Loiret, avec Mignon, un magnat de la presse, Auguste reprend l’immense territoire de chasse des Béthune-Hesdigneul. Il comprend trente-trois fermes et s’étend sur 2 500 hectares. Les associés sont Kapferer, Hauzeur, van der Heyden, Fauguel, Chapuy, Colombel, Maurice Solvay, Thion de La Chaume, Henri de Rothschild ou le comte de Fels,.

### Sportif et clubiste
En 1931, Auguste, président du « Soldat de demain », vice-président de l’Union des Sociétés d’éducation physique et de préparation au service militaire, est promu officier de la Légion d’honneur par le ministère de l’éducation physique, pour plus de 20 années de dévouement et d’efforts aux sports et à la préparation militaire.
Il est membre de l’Automobile Club de France, entre au comité, et en assurerera la vice-présidence en 1932.
Il fonde, en 1903, le Club du Griffon Boulet, la race de chiens de chasse qu’il préfère.
Il préside régulièrement les compétitions de tir au pigeon du Cercle du Bois de Boulogne, les courses hippiques de Gien et, à la fin de ses jours, la Fédération française du Bridge.

## Décorations
Il est fait chevalier de la Légion d'honneur, le 30 octobre 1920 ; officier, le 19 janvier 1931 ; commandeur le 31 octobre 1938,.

## Famille
Appartenant à une famille de judicature bourguignonne, remontant sa filiation suivie au début du XVIe siècle, et tenant fief depuis le règne de Louis XIV, il est l'arrière-petit-neveu au 6e degré du célèbre Auguste Ier de Chambure (1789-1832), colonel s’étant illustré sur les champs de bataille napoléoniens (son nom est gravé sur l’Arc de triomphe).
Appelé le comte de Chambure, il se marie à Paris IXe, le 19 décembre 1900, à Camille Marie Courtois-Desquibes (1871-1932). Elle est la fille d'un polytechnicien, capitaine à l’état-major particulier du Génie, chef de bataillon du Génie à la direction du Génie en Cochinchine, mais sa famille a le goût de la musique, du théâtre, des lettres et du journalisme. La tante de Camille, Anne-Marie Courtois (av. 1839-1867) a épousé Jules Brisson (1825-1902), directeur des Annales politiques & littéraires, auteur d’une dynastie de journalistes. L’une des sœurs de Camille, Jeanne Courtois, sociétaire de la Comédie française, sous le nom de Jeanne Even, s’est mariée à Eugène Brieux (1858-1932), auteur dramatique qui est reçu à l’Académie française en 1909.
Avec Camille Courtois, Auguste a trois enfants :
1. Elisabeth Pelletier de Chambure (1902-1945), baronne Marc de Becker-Rémy, puis baronne Philippe de Rothschild (1902-1988), morte en déportation ;
2. Hubert Pelletier de Chambure (1903-1953), banquier, planteur en Indochine, marié à la musicologue Geneviève Thibault (1902-1975) ;
3. Gérard Pelletier de Chambure (1908-1971), président de la section professionnel du Stade français, qui succèdera à son père à la tête de l’Argus de la Presse, marié avec Marie-Eliane Singer (arrière petite-fille de Flore Singer).

## Publications
- CHAMBURE (A. de), A travers la presse. Préface de M. Adolphe Brisson. Paris, Th. Fert, Albouy & Cie, 1914.
- CHAMBURE (A. de), Quelques guides de l’opinion en France Pendant la Grande Guerre 1914-1918. Paris, Celin, Mary, Elen & Cie, 1918.